# Чичестер, Фрэнсис
Сэр Фрэнсис Чарльз Чичестер (англ. Francis Charles Chichester; 17 сентября 1901 — 26 августа 1972) — известен как один из британских пионеров авиации и знаменитый яхтсмен-одиночка.
Был посвящён в рыцари с присвоением титула «сэр» королевой Великобритании Елизаветой II как первый яхтсмен, совершивший одиночное кругосветное плавание по маршруту клиперов. Это плавание состоялось в 1966—67 годах и заняло девять месяцев и один день.

## Биография

### Детство и юность

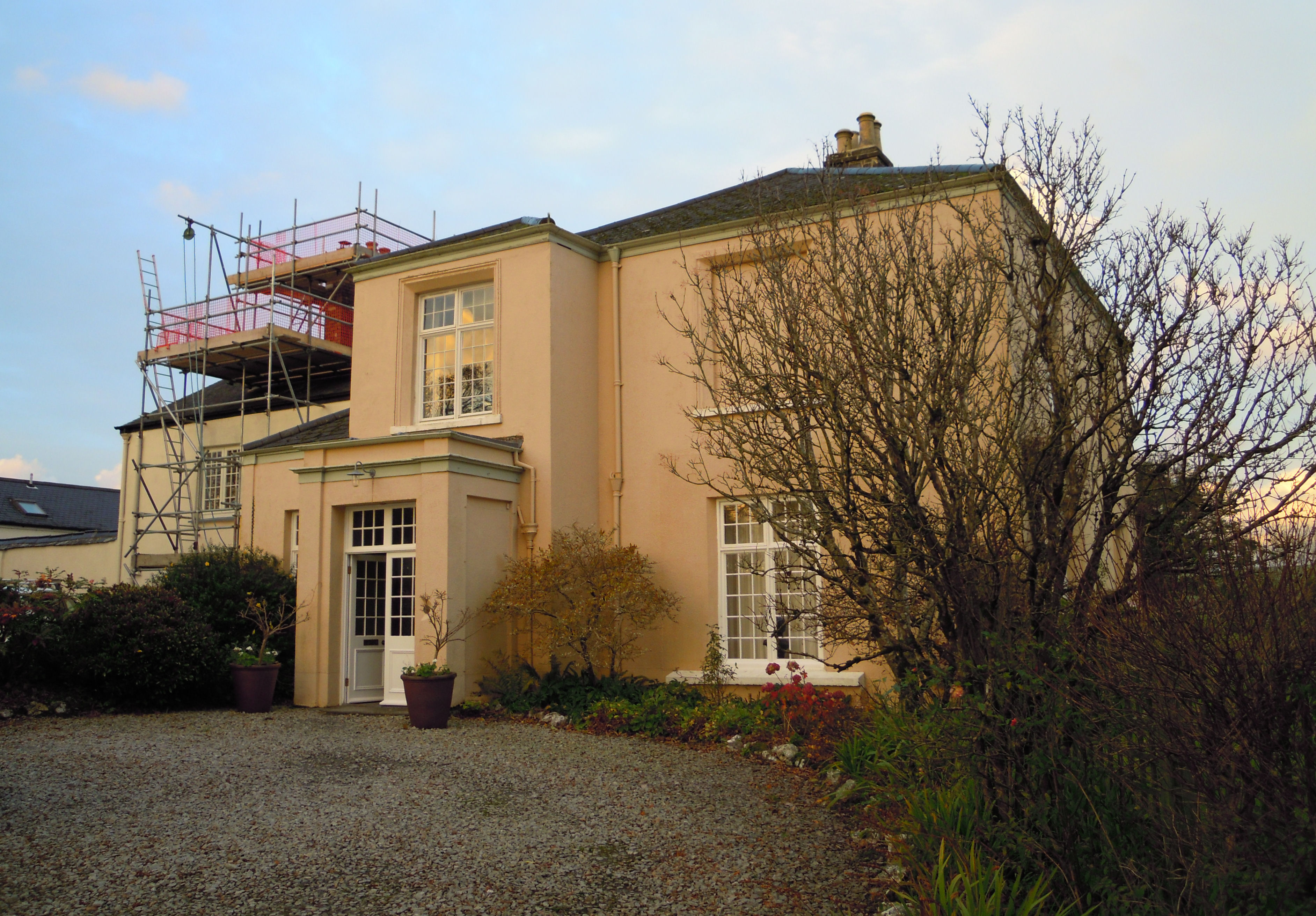
Дом в Шируэлле, в котором родился Чичестер (фото 2017 г.)

Чичестер родился в семье священника англиканской церкви Чарли Чичестера в деревне Шируэлле, недалеко от Барнстапла в графстве Девон, что на юго-западе Англии. Чарли Чичестер был седьмым сыном сэра Артура, 8-го баронета Чичестерского. Матерью Фрэнсиса была Эмили Энни, дочь Сэмюэля Пейджа. В возрасте шести лет его отправили в подготовительную школу-пансион для мальчиков Old Ride. В годы первой мировой войны Чичестер учился в колледже Мальборо. Когда ему исполнилось 18 лет, Чичестер уехал из Англии в Новую Зеландию, где десять лет успешно занимался бизнесом в лесном хозяйстве, добыче полезных ископаемых и управлении недвижимостью. Наступившая затем Великая депрессия привела к потерям и разорению.

### Авиатор
Приехав в Англию навестить родных в 1929 г., Чичестер увлёкся авиацией и прошёл обучение в лётной школе в Бруклендс (графство Суррей). Получив свидетельство пилота, он взялся перегнать в Новую Зеландию аэроплан Хэвиленд DH60 Gipsy Moth, надеясь побить при этом рекорд Берта Хинклера по одиночному перелёту в Австралию.
Из-за технических проблем сделать это не удалось, перелёт занял 41 день. В Новую Зеландию самолёт был отправлен морем, так как не мог взять достаточно топлива для перелёта через Тасманово море. Снабдив Gipsy Moth с помощью новозеландских ВВС поплавками вместо колёсного шасси, в 1931 г. Чичестер совершил на этом гидросамолёте первый одиночный перелёт в Австралию в обратном направлении, с востока на запад, при этом впервые совершив посадки (на воду) при островах Норфолк и Лорд-Хау. После второй посадки самолёт, находившийся на плаву, был серьёзно повреждён ночным штормом, но Чичестер смог с помощью местных жителей починить машину и закончить перелёт. В августе 1931 года Чичестер разбил свой гидросамолет в японском городе Кацууре, задев тросы во время демонстрационного полета для населения. Местная толпа вытащила его из-под обломков, и от серьезных травм его вылечили в ближайшей больнице.
Единственным доступным в то время способом определения местонахождения было измерение высоты Солнца с помощью секстанта и последующие расчёты, что крайне затруднительно для пилота лётящего самолёта. Чичестер впервые методично применял в полётах навигацию по высотной линии положения, заранее рассчитывая связь ряда моментов времени и высот Солнца, отвечающих достижению направления на цель из точек своего предполагаемого местоположения в эти моменты времени. Для учёта ошибок курса, влияния ветра и других факторов, он впервые в авиации систематически полагался на хорошо известный морякам способ преднамеренного отклонения от кратчайшего пути на точку назначения. Таким образом он мог точно знать, что цель находится от него с определённой, заранее выбранной по погодным условиям стороны, справа или слева. Направление поиска цели, таким образом, было известно, неопределённым было лишь расстояние до неё, компенсируемое временем полёта по данному курсу. Получив с помощью секстанта отсчёт высоты в ожидаемом диапазоне, пилот должен был повернуть на 90 градусов — заранее зная, направо или налево, и оказывался на прямом курсе к цели.
Основой метода, использованного Чичестером, являются следующие свойства высотной линии положения: если азимут Солнца и курс примерно параллельны (то есть, — линия положения идёт поперёк курса), можно с высокой точностью определять путевую скорость и расстояние до цели, но отклонение от курса (например, из-за сноса ветром, изменения магнитного склонения) выяснить нельзя. Если же азимут и курс почти перпендикулярны (линия положения идёт вдоль курса), то с высокой точностью определяется отклонение от курса, но нельзя выяснить дальность и путевую скорость. Можно так заранее распланировать полёт и обсервации, чтобы высотные линии положения давали возможность исправлять накапливающиеся ошибки счисления, что и позволяло Чичестеру находить в океане крошечные острова.
Для обсерваций Солнца Чичестер пользовался морским секстантом, так как опробованный им авиационный секстант с искусственным горизонтом-ватерпасом оказался неудобен. Для ускорения навигационных расчётов он использовал логарифмическую линейку Байгрейва со шкалами большой длины, расположенными спирально.
За этот перелёт Чичестер получил награду Гильдии пилотов и аэронавигаторов. Чичестер решил совершить одиночный перелёт вокруг света, но в Японии потерпел аварию при столкновении с воздушным кабелем и получил серьёзные травмы.

### Вторая мировая война. Картография
Из-за возраста и проблем со зрением Чичестера не брали на службу в BBC, однако 14 марта 1941 приняли на период военных действий в Добровольческий резерв как специалиста по аэронавигации. Он был направлен секцию навигации департамента подготовки пилотов при министерстве авиации, где прослужил до августа 1942 г. Затем до окончания войны Чичестер служил в Центральной лётной школе в качестве инструктора по навигации. Им было подготовлено руководство для пилотов одноместных истребителей по приёмам навигации на лету, которыми сам Чичестер пользовался в небе над океаном.
После войны Чичестер приобрёл в министерстве авиации 15 тысяч оказавшихся лишними карт, которые использовал сначала для выпуска головоломок-пазлов, а затем основал успешную картографическую компанию.

### Яхтсмен
В 50-х годах Чичестер увлёкся парусным спортом и вскоре приобрёл собственную яхту, которую назвал Gipsy Moth II.
В 1958 г. у Чичестера был обнаружен рак легких. Возможно, диагноз был ошибочным. Лондонский врач Дэвид Льюис, который был одним из соперников Чичестера в первой гонке одиночников через Атлантику, пересмотрел историю болезни Чичестера и назвал этот случай «абсцессом легкого». По настоянию жены Шейлы Чичестер перешёл на вегетарианскую диету в духе макробиотики; так или иначе, в результате лечения или диеты, болезнь отступила.
В 1960 г. Чичестер, выступая на 40-футовой яхте Gipsy Moth III, стал победителем первой одиночной трансатлантической гонки OSTAR по маршруту Плимут — Ньюпорт. Через четыре года в OSTAR 1964 г. на этой же яхте он стал вторым, уступив Эрику Табарли на Pen Duick II.
27 августа 1966 г. Чичестер вышел из Плимута на новой яхте en:Gipsy Moth IV и вернулся обратно 28 мая 1967, через 226 дней плавания, обогнув земной шар с одной остановкой в Сиднее. Он стал первым человеком, в одиночку совершившим кругосветное плавание по пути клиперов — с запада на восток вокруг Великих Мысов.

### Почести и дальнейшая жизнь

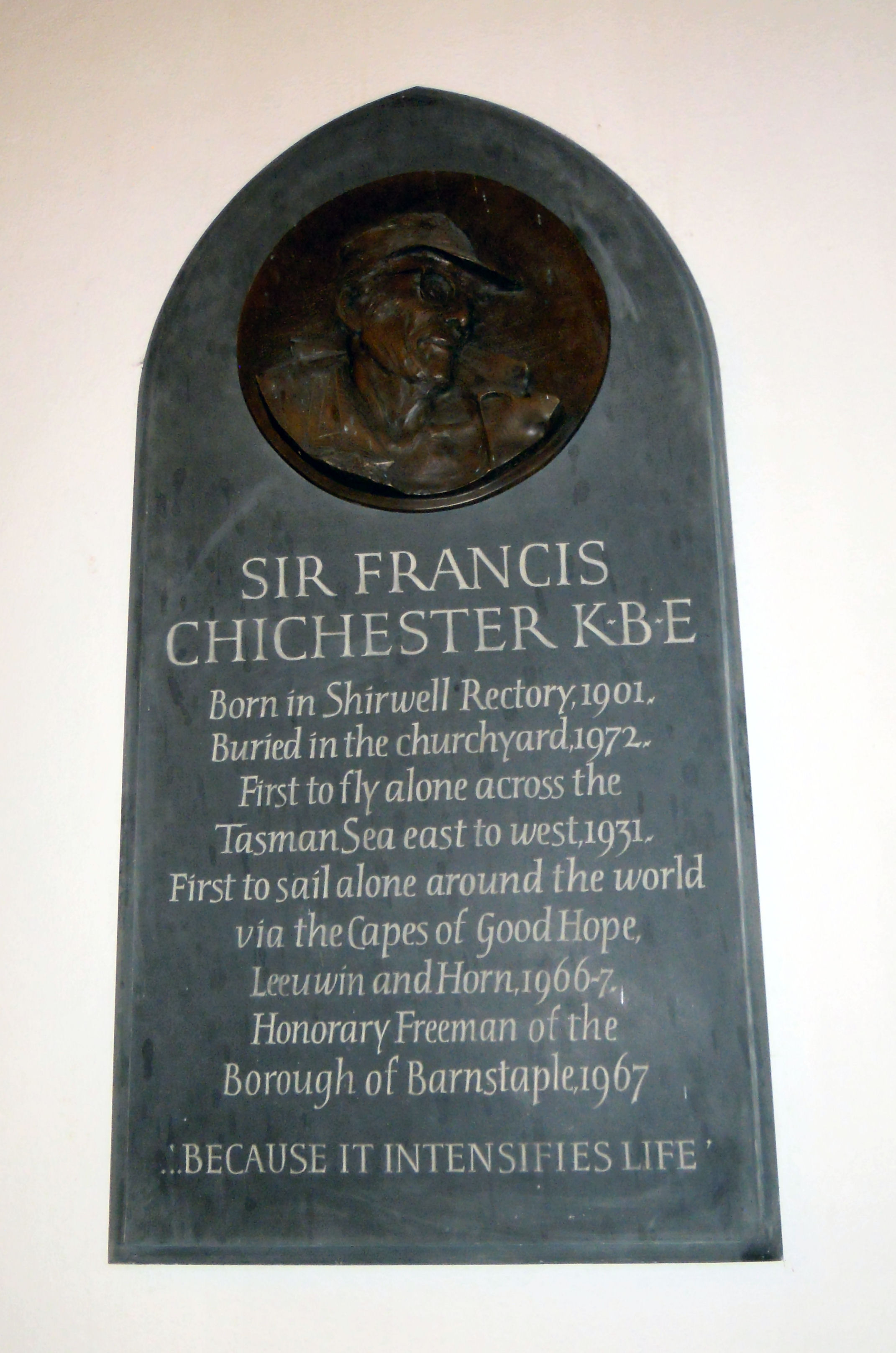
Мемориальная доска в церкви Св. Петра, Шируэлл

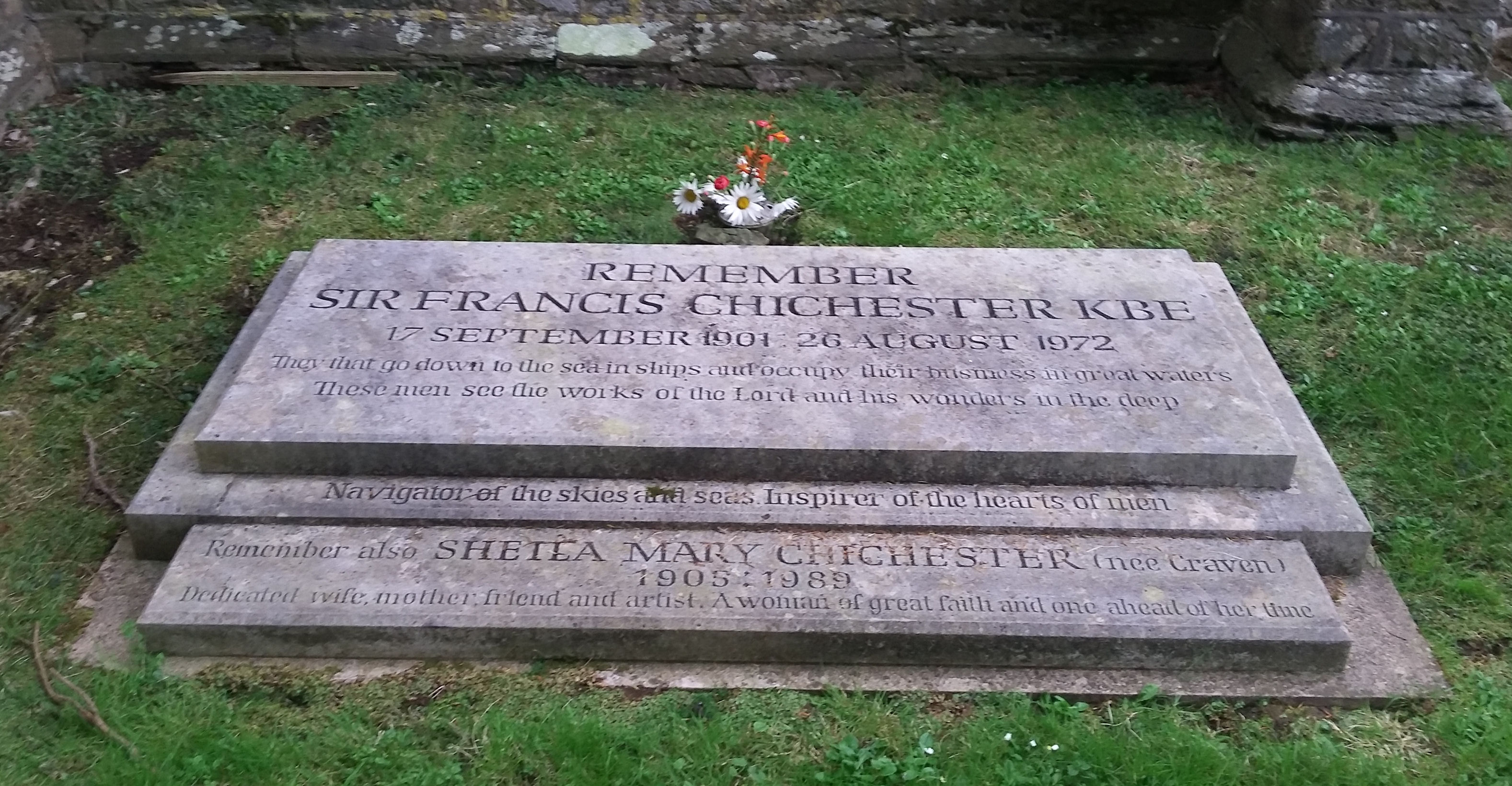
Могила Чичестера

В июле 1967 г., через несколько недель после завершения плавания, Чичестер был посвящён в рыцари, получив звание Рыцаря-Командора Британской империи (KBE) за «личную доблесть и достижения в навигации и мореплавании на малых судах». Во время церемонии королева Елизавета II взяла в руки тот самый меч, который её предшественница Елизавета I использовала, чтобы посвятить в рыцари Фрэнсиса Дрейка. Яхта Gipsy Moth IV стоит на вечной стоянке в сухом доке Гринвича рядом с клипером Катти Сарк.
В 1967 г. в честь Чичестера была выпущена почтовая марка достоинством в шиллинг и девять пенсов, на которой он изображён на борту en:Gipsy Moth IV. Поскольку сэр Фрэнсис был жив и не являлся членом королевской семьи, это было сделано вопреки неписаным традициям британского почтового ведомства.
В 1968 г., во время кругосветной одиночной гонки «Golden Globe Race» Чичестер первым обратил внимание на явные преувеличения в сообщениях о продвижении Дональда Кроухёрста, которые многих ввели в заблуждение
В 1970 г. Чичестер на яхте Gipsy Moth V попытался пройти 4000 миль за 20 дней, но до рекорда не хватило одного дня.
Сэр Фрэнсис Чичестер скончался от рака в Плимуте 26 августа 1972 г. и был похоронен на кладбище своих предков у церкви Св. Петра в Шируэлле. Его вдова умерла в 1989 г. и была похоронена вместе с мужем.